# Šóta Horie
Šóta Horie, japonsky 松島 幸太朗, Horie Šóta, anglickým přepisem Horie Shōta (* 21. ledna 1986 Suita) je bývalý japonský ragbista, který hrál na pozici mlynáře. V roce 2011, 2016 a 2022 byl zvolen nejlepším hráčem japonské ligy. S klubem Saitama Wild Knights vyhrál šestkrát japonskou ligu (2011, 2014–2016, 2021–2022). Stal se prvním Japoncem, co si zahrál za australský tým Melbourne Rebels Super Rugby.
Za Japonsko odehrál 76 zápasů a připsal si 50 bodů (2009 - 2023). Zúčastnil se MS 2011 až MS 2023. Reprezentační premiéru zažil v listopadu 2009 proti Kanadě, které položil i první reprezentační pětku. Byl v roce 2013 u historicky prvního vítězství nad Walesem a na MS 2015 pomohl porazit poprvé v historii Jihoafrickou republiku.
Po konci kariéry se stal ambasadorem klubu Saitama Wild Knights.

## Kariéra

### Klubová kariéra[7]
- 2010 - 2024 Saitama Wild Knights
- 2012 Orego
- 2013 - 2014 Melbourne Rebels
- 2016 - 2019 Sunwolves